# Масерије Томаро (Кампобасо)
Масерије Томаро је насеље у Италији у округу Кампобасо, региону Молизе.
Према процени из 2011. у насељу је живело 82 становника. Насеље се налази на надморској висини од 496 м.